# 向ヶ丘 (川崎市)

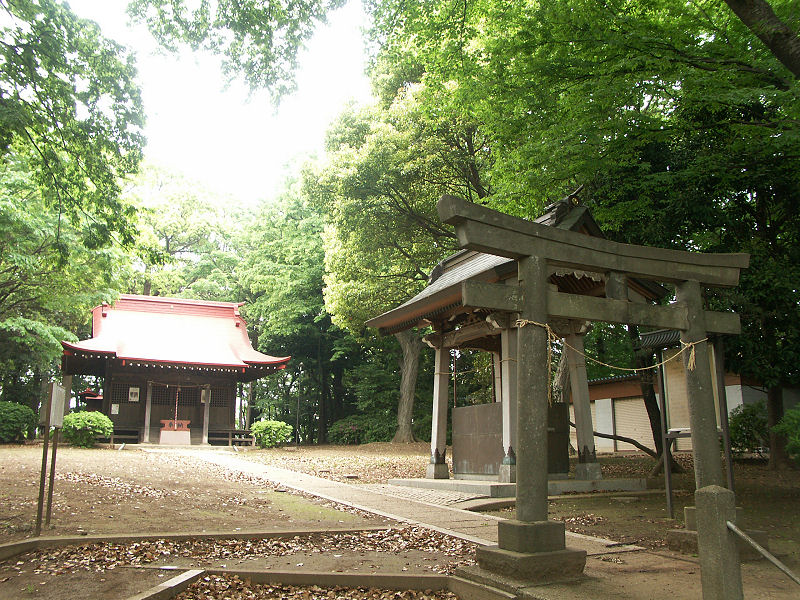
旧長尾村村社、長尾神社。生田緑地・旧向ヶ丘遊園・東高根森林公園・緑ヶ丘霊園と緑地公園が並ぶこの丘陵地では、かつての面影を今も垣間見ることができる。（2006年5月撮影）

向ヶ丘（むかいがおか、むこうがおか）、向ケ丘（むかいがおか）、向丘（むかおか、むかいがおか）は、現在の神奈川県川崎市宮前区・高津区・多摩区にまたがる地域の地名である。現在は高津区の一部地域に向ケ丘（むかいがおか）の町名が残るとともに、宮前区西部に向丘（むかいがおか）地区と呼ばれる地域がある。また、ここから派生した「向ヶ丘（むこうがおか）」の呼称が旧向ヶ丘遊園及び向ヶ丘遊園駅周辺地域で使われている。

## 宮前区向丘地区

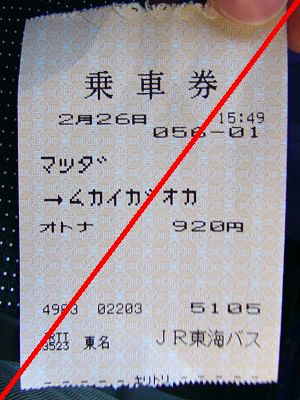
JR東海バス東名高速線の乗車券、高速バスの停留所に「ムカイガオカ」の名が残る。

向丘地区（むかいがおかちく）は、川崎市宮前区東部のうち旧向丘村の地域（神木本町・神木・五所塚・平・南平台・初山・犬蔵・菅生・菅生ヶ丘・白幡台・水沢・潮見台）の総称として、川崎市役所などで使われている呼称である。この場合は「むかいがおか」と読まれる。
平（たいら）に宮前区役所向丘出張所（むかいがおかしゅっちょうじょ）が置かれ、ここでは向丘地区の住民向けに区役所業務の一部を取り行っている。また消防署出張所や地区センター、こども文化センター、旧向ヶ丘郵便局などの公共施設も付近に立地している。最寄りのバス停は「向丘出張所」。
また、旧陸軍に接収された後に返還され、一時期大字向ヶ丘（むかいがおか）であった地域では、路線バスの停留所や、高速バス東名高速線の「東名向ヶ丘」（とうめいむかいがおか）停留所などで、今もその名が使われている。

### しばられ松
向ヶ丘（旧上作延字南原）の尾根に、かつてあった松の大樹で、「稲毛七本松」に数えられる名木であったと伝えられるが、現在は枯れてしまっている。
名の由来は、村民が願い事がある際にこの松の幹を縄で縛り、成就したら縄を解くという習わしがあったことから。現在はバス停としてその名を残す。

## 高津区向ケ丘
向ケ丘（むかいがおか）は、川崎市高津区の北東部、高津区上作延の南側に隣接する地域の町名である。この地名ももっぱら「むかいがおか」と読まれる。丁番を持たない単独町名であり、住居表示未実施区域。
かつては旧向丘村大字上作延字南原（みなみはら）の一部であったが、1940年（昭和15年）に当地周辺が旧陸軍に接収され演習場として使われることとなり、1951年（昭和26年）の農地解放により返還される。そのとき旧向丘村地域には「向ヶ丘」（むかいがおか）、旧宮前（みやさき）村地域には「宮崎」（みやざき）と、旧村名にちなむ大字が仮に付けられた。
その後、宮前区分区にあたり宮前区となった地域については新たな地名が付けられていったが、高津区に残った地域についてはその後も変更はなく、現在の高津区向ケ丘になっている。
上作延を含む近隣地域の住居表示実施の検討で上作延と向ケ丘の町界が道路上にないなどの理由で、上作延への編入か字名を変更するなどの措置が必要であるとされたが、地域住民の反対署名などもあり町名の変更は行われないことになっている。

### 世帯数と人口
2025年（令和7年）6月30日現在（川崎市発表）の世帯数と人口は以下の通りである。
| 大字   | 世帯数    | 人口    |
| ------ | --------- | ------- |
| 向ケ丘 | 1,347世帯 | 2,461人 |

#### 人口の変遷
国勢調査による人口の推移。
| 年                 | 人口  |
| ------------------ | ----- |
| 1995年（平成7年）  | 2,044 |
| 2000年（平成12年） | 1,986 |
| 2005年（平成17年） | 2,208 |
| 2010年（平成22年） | 2,324 |
| 2015年（平成27年） | 2,427 |
| 2020年（令和2年）  | 2,434 |

#### 世帯数の変遷
国勢調査による世帯数の推移。
| 年                 | 世帯数 |
| ------------------ | ------ |
| 1995年（平成7年）  | 900    |
| 2000年（平成12年） | 912    |
| 2005年（平成17年） | 1,029  |
| 2010年（平成22年） | 1,140  |
| 2015年（平成27年） | 1,212  |
| 2020年（令和2年）  | 1,255  |

### 学区
市立小・中学校に通う場合、学区は以下の通りとなる（2024年3月時点）。
| 番地       | 小学校               | 中学校             |
| ---------- | -------------------- | ------------------ |
| 1～136番   | 川崎市立上作延小学校 | 川崎市立向丘中学校 |
| 137～172番 | 川崎市立南原小学校   | 川崎市立向丘中学校 |

### 事業所
2021年（令和3年）現在の経済センサス調査による事業所数と従業員数は以下の通りである。
| 大字   | 事業所数 | 従業員数 |
| ------ | -------- | -------- |
| 向ケ丘 | 46事業所 | 646人    |

#### 事業者数の変遷
経済センサスによる事業所数の推移。
| 年                 | 事業者数 |
| ------------------ | -------- |
| 2016年（平成28年） | 45       |
| 2021年（令和3年）  | 46       |

#### 従業員数の変遷
経済センサスによる従業員数の推移。
| 年                 | 従業員数 |
| ------------------ | -------- |
| 2016年（平成28年） | 406      |
| 2021年（令和3年）  | 646      |

### その他

#### 日本郵便
- 郵便番号 : 213-0035[3]（集配局 : 高津郵便局[18]）

#### 警察
町内の警察の管轄区域は以下の通りである。
| 大字   | 番・番地等 | 警察署     | 交番・駐在所   |
| ------ | ---------- | ---------- | -------------- |
| 向ケ丘 | 全域       | 高津警察署 | 津田山駅前交番 |

## 向ヶ丘遊園
向ヶ丘遊園（むこうがおかゆうえん）は、1927年（昭和2年）に開業した小田原急行鉄道（現在の小田急電鉄）が、向丘村大字長尾（当時）の丘の上に同年開園した遊園地である。
また、後に同社はこの遊園地の最寄り駅として近接する稲田町登戸地区にあった稲田登戸駅を向ヶ丘遊園駅（むこうがおかゆうえんえき）に改称したことから、駅名が地名としても使われるようになり、定着することとなった。
遊園地は 2002年3月をもって閉園となったが、既に定着していたこの駅名は変更されずに残り、駅と遊園地を中心とする地域では「向ヶ丘」（むこうがおか）の名が今も多く使われている。遊園地があった旧向丘村の長尾・平地区のほか、旧向丘村以外の地域、とりわけ旧稲田町登戸・宿河原、旧生田村東生田などの地域でも、「向ヶ丘」を冠する施設や店、建物などが多く見られ、その多くが「むこうがおか」と読まれている。

## 地理・歴史

### 地形
かつての向丘村（むかおかむら）、現在は向ヶ丘（むかいがおか）地区と呼ばれる地域は、かつて豊かな森が広がっていた多摩丘陵の東端部に位置し、その森を水源とする平瀬川上・中流地域および矢上川源流域の谷戸を中心に集落が開けた地域である。現在は生田緑地や東高根森林公園など一部地域に限られてしまっているが、かつて平瀬川の両岸は豊かな森に覆われており、この森に糧を得、平瀬川流域の平地に田畑を開いての生活が営まれていた。今も一部地域には田畑や雑木林が残っており、菅生地区の白井坂（しらいざか）には埴輪を製作していた 6世紀頃の窯跡が見つかるなど（詳しくは白井坂埴輪窯跡を参照）、この地域の森が産する土や木材が利用されていた様子がうかがえる。また、この森は綺麗で豊かな地下水を貯えることから、昭和中期まで川崎市水道の水源にも用いられていた（詳しくは平瀬川#歴史を参照）。

### 有史以前
多摩丘陵では子母口貝塚（現・高津区子母口、約7500万年前に形成されたと推定されている）が最も古い部類のものであるが、この頃は現在の溝口あたりが海岸線であったと推定されており、その周辺に貝塚が分布している。当地域はそれより数kmばかり陸側に入った位置にあるが、当時の名残は見つかっていない。
当地域で現在知られている最も古い遺跡には縄文時代前期の菅生カネヅカ遺跡（現在の蔵敷団地南東部）がある。1967年（昭和42年）に発掘調査がされた際には遺構等は見つからず、黒曜石製の石器や石斧などが出土している。この他にも縄文中期のものとして潮見台遺跡、初山遺跡、長尾権現台遺跡（現在の五所塚）、長尾鯉坂遺跡、向丘南平遺跡などが調査されて、竪穴建物跡などが見つかっている。
縄文後期になると菅生汐見台遺跡や下原遺跡（しもっぱらいせき、現在の東名高速道路喜津根橋付近）など集落の大規模化が見られるようになる。特に前者については縄文中期から平安時代頃にかけての遺跡が見つかっており、調理場の炉の跡などが出土している。
また、潮見台遺跡では土師器（はじき）の骨蔵器が出土し、その中からは和同開珎などの古銭が出土していることから、奈良時代から平安初期にかけてのものと推定されている。
長尾台遺跡（ふじやま遺跡公園）からは、縄文時代前期から弥生時代さらに古墳時代の建物跡が出土している。
弥生時代の遺跡では、東高根遺跡（県立東高根森林公園の古代芝生広場）、緑ヶ丘霊園内遺跡第２地点（霊園長尾口付近）などに大規模な集落跡や方形周溝墓が見つかっている。

### 古代・中世
律令制の下で統治機構に組み込まれて以降、当地域は武蔵国橘樹郡（たちばなぐん、たちばなのこおり）の一部となったが、当地域の地名が史料に登場するのは鎌倉時代初期になる。この時代は各地で荘園が開かれたが、当地域のうち平および下菅生は「菅生郷」と呼ばれる国衙領であり、また上作延付近は摂関家直轄領であり「稲毛庄」と呼ばれていたと考えられている。
また、鎌倉時代は多摩川が鎌倉防衛の最前線と位置づけられ、多摩川沿いの平地を見渡すことのできる上作延の現緑ヶ丘霊園がある丘の上には防衛拠点として作延城（さくのべじょう）が築かれたと推定されている。
その後、橘樹郡の大部分が後北条氏の支配下に入ると、当地にも支配が及び、小田原衆所領役帳にも地名が記載されている。

### 近世
江戸時代に入ると、東部の上作延村・長尾村は旗本・村上左衛間信清の支配下に入り、幾度かの所領替を経た後に、溝ノ口村などと同様に天領となる。平瀬川沿いの低地には田畑が広がり、周辺の丘陵地には豊かな森が広がり、その中に民家が点在する里山風景が広がっていた。
当時の森林面積については記録があり、たとえば上作延村内には森林面積が 20町4段4畝17歩（約 20ha）あり、そのうち百姓林が 19町3段2畝17歩、つまり大半が民有林であったと伝えられている。
また、概ね平瀬川に沿って設けられた主幹村道（概ね現在の一般市道溝口柿生線に相当）は幅 2間（約 3.6m）であったと伝えられている。当地域は平瀬川に沿って集落が開かれていったため、栄橋付近で大山街道に合流するこの道が交通の要衝であったが、その狭隘な地形と、その先に住む人口もさして多くなかったと伝えられることから、幹線道といえども必ずしも通行者が多くはなかったものと想定される。
当時の平瀬川の流路は曲がりくねっており、また周囲に丘陵地が迫る地形から、頻繁に氾濫を起こし、両岸は一面が泥の海と化すことも頻繁であったと伝えられている。現在も、昔ながらの佇まいの民家が一歩山腹に入ったところに点在している様子を見ても、当時の状況をうかがい知ることができる。逆にいえば、その氾濫原にはかつて田が開かれていて、その肥沃な土地を活かした農業が営まれていた様子もうかがえる。

### 近代
明治になると当地域は神奈川県橘樹郡の下に置かれ、また中央集権化を進める中央政府の意向を受けて全国で町村の合併再編がされるが、当地域では旧下菅生村・旧平村・旧長尾村・旧上作延村および旧下作延村飛地が合併し、向丘村（むかおかむら）が成立した。その後昭和初期まで続き、1938年（昭和13年）に川崎市へ編入する。詳しくは#旧橘樹郡向丘村の節を参照。

### 昭和以降
高度成長期になると、東部では向ヶ丘遊園が営業していた長尾地区や、川崎市・神奈川県が早くから緑地指定をしていた生田緑地・東高根森林公園・緑ヶ丘霊園があったことや急傾斜地が多かったことなどから宅地開発の波は比較的小規模に留まったものの、小田急小田原線に近い西部の菅生地区では、1964年の初山団地をはじめ各地で団地が造成されてゆく。また隣接する旧宮前村（みやさきむら、現在の宮前区のうち概ね旧向丘村以外）地域や横浜市緑区（現在の青葉区）での東急多摩田園都市開発が本格化して以降はその影響も受け、南東部でも急速に宅地化が進んでゆくこととなった。
以降、かつての豊かな森は次々に切り開かれて宅地や団地が造られるようになり、また 1971年には菅生地区に東洋医科大学（1973年に聖マリアンナ医科大学に改称）と付属病院が開業、大規模医療機関が少なかった川崎市北部地域の医療の中核を担うとともに、当病院を中心に周辺各駅を結ぶ路線バス網が構成され、当地域の交通網拡充に資することとなった。なお、菅生地区の森は平瀬川・矢上川および早渕川の水源地であることから、横浜市との境に位置する森の一部が、後に「水沢の森」（みずさわのもり）として保全されることとなった。
現在は、唯一の公共交通機関である周辺の鉄道駅とを結ぶ路線バスの混雑や遅延が目立っており、公共交通の確保が課題のひとつとなっている（詳細は#公共交通の節を参照）。

### 地名の由来
「向丘」の村名・地名の起源は定かではない。
『新編武蔵風土記稿』巻之五八橘樹郡之一に「向ヶ岡」の名が登場しており（ここでは山の名前として紹介されている）、この山には金程・細山・菅・高石・菅生・長尾・作延（かつては一つの村であったが後に上作延・下作延に分かれる）・久本・末長の 9村があるとしている。つまり、かつては一地域の地名としてではなく、「多摩の横山」などと同様に、より広い地域にこの名が使われていたことを示唆している（向丘村については#旧橘樹郡向丘村の節を参照）。
また、この史料では「ただ伝わるところ」と断り書きの上に、岡の連なる様子からこの名が来ているとの説を紹介している。実際、当地域は丘陵地が連なるところであり、しかも多摩川扇状地に接する地域でもあるため、郡衙が立地し早くから開けたと推定されている橘樹郡中心地域（現在の高津区子母口・宮前区野川周辺）から見るとちょうど「向こうの岡（丘）」であったと考えられる地形である。
現在の多摩区堰1丁目に神奈川県立向の岡工業高等学校があるが、この「向の岡」（むかいのおか）という表記も「向丘」「向ヶ丘」と同様の意味で使われたものと考えられている。他にも「向丘」（むかおか）「向ノ丘」（むこのおか）などの表記・読みが使われていた場合もあり、旧向丘村も当初は専ら「むかおか」と読まれていたという。
たとえば新勅選小野小町の歌には「武蔵野の向の岡の草なれば 子（ね）をたづ子（ね）てもあはれとぞ思ふ」と詠まれており、さらに遡って万葉集などでも「向の岡（丘）」を詠んだ和歌は少なくない。しかしこれらが当地域を指して詠まれたかは定かではなく、多摩丘陵・武蔵野台地には同様の地形が多く存在していたことも考えると、この呼称が当地域以外でも使われていた可能性が高いとも言える。
1889年（明治22年）、4ヶ村が合併して誕生した「向丘村」の名は、当時の長尾村村長・鈴木久弥の命名による。当初はもっぱら「むかおかむら」と読まれていたが、向ヶ丘遊園開園以降には「向ヶ丘」（むかいがおか、むこうがおか）の地名・呼称が定着してゆき、現在ではもっぱら後者が使われるようになった。

### 明治以降の行政区画
- 1874年（明治7年） - 大区小区制施行により、この地域は 5大区6小区の一部となる。
- 1875年（明治8年） - 下菅生村（しもすがおむら）と天真寺新田村（てんしんじしんでんむら）が合併、菅生村に。
- 1878年（明治11年） - 郡区町村編制法の施行に伴い、この地域は神奈川県橘樹郡の下に置かれ、平村、菅生村、長尾村、上作延村が各々行政区画となる。
- 1889年（明治22年） - 上記 4ヶ村および下作延村飛地が合併し、神奈川県橘樹郡向丘村（むかおかむら）が成立。
- 1938年（昭和13年）10月1日 - 川崎市に編入、神奈川県川崎市平（たいら）・菅生（すがお）・長尾（ながお）・上作延（かみさくのべ）になる（「向丘」の名が行政区画より消滅）。
- 1940年（昭和15年） - 上作延の南部（後に高津区向ヶ丘になる地域とその周辺）および菅生の一部が陸軍に接収される。
- 1951年（昭和26年）9月 - 旧陸軍演習場に接収された地域が返還され、そのうち旧向丘村であった全域が大字向ケ丘（むかいがおか）となる（字名として「向ヶ丘」が復活）。
- 1961年（昭和36年）4月 - 旧長尾村・旧平村の一部で区画整理が実施され、五所塚（ごしょづか）に。
- 1966年（昭和41年） - 旧下菅生村のうち大字向ヶ丘の一部地域で区画整理が実施され町界変更、鷺沼三・四丁目に編入される。
- 1971年（昭和46年）
  - 10月 - 旧下菅生村の一部で区画整理が実施され、白幡台（しらはただい）に。
  - 11月 - 旧長尾村の一部で区画整理が実施され、神木（しぼく）に。
- 1972年（昭和47年）4月1日 - 政令指定に伴い行政区が設置され、高津区になる。
- 1975年（昭和50年）2月1日 - 旧長尾村の一部が多摩区へ編入し住居表示施行、多摩区長尾（ながお）に。
- 1982年（昭和57年）7月1日 - 高津区西部が分離し宮前区が成立、旧上作延村は高津区に、旧平村・菅生村は宮前区になる。旧長尾村のうち未施行全域で住居表示実施、宮前区神木本町（しぼくほんちょう）に。
- 1985年（昭和60年）11月5日 - 旧平村のうち未施行全域で住居表示実施、平（たいら）に。旧下菅生村の一部地域で住居表示施行、南平台（なんぺいだい）、けやき平（—だいら）に。
- 1986年（昭和61年）11月 - 旧下菅生村の一部地域で住居表示実施、初山（はつやま）、菅生（すがお）、犬蔵（いぬくら）に。
- 1988年（昭和63年）2月29日 - 旧下菅生村のうち未実施全域で住居表示実施、水沢（みずさわ）に。旧天真寺新田村の一部で住居表示施行、潮見台（しおみだい）に。
- 1989年（平成元年）9月 - 旧天真寺新田村のうち未実施全域で住居表示実施、菅生ケ丘（すがおがおか）に。これにより旧向丘村のうち宮前区内の全域で住居表示が完了。

## 旧橘樹郡向丘村
1889年（明治22年）、神奈川県橘樹郡の旧平村（たいらむら）、菅生村（すがおむら）、長尾村（ながおむら）、上作延村（かみさくのべむら）および下作延村飛地が合併し向丘村（むかおかむら、むかいがおかむら）が成立した。村名の由来については#地名の由来の節を参照。合併当時の各村の状況については後述する。
向丘村は1938年（昭和13年）に川崎市に編入し消滅した。

### 旧上作延村
旧橘樹郡上作延村（かみさくのべむら）は、諸史料によれば、かつて江戸時代までは隣接する下作延村とともに「作延郷」であったが、その後分割したと考えられており、その正確な年代は不明である。
現在は、そのほぼ全域が高津区上作延になり、南端部の一部が高津区向ケ丘となっている。また下作延、神木本町二・四丁目との境界を一部変更している。
緑ヶ丘霊園の南側が町域に含まれ、標高差約 30m の急傾斜地に挟まれた地形で、その間の東西方向に狭長の谷を平瀬川が流れ、低地部分の標高は 20m 前後である。
霊園がある丘陵のふもとには延命寺と赤城神社が立地する。赤城神社は旧村内に点在していた神社等を合祀したもので、この下が「宮ノ下」と呼ばれ、商店街が形成されていた。この辺りが村の中心であり、また東急田園都市線梶が谷駅が開業するまでは身代り不動尊大明王院（下作延）への参拝は当地を通っていったことから、人通りが多かったものと考えられる。
また延命寺は天台宗赤城山妙覚院と称し、深大寺の末寺である。現在の釈迦堂橋付近に、かつて釈迦堂があり、これが元和元年に当地に移された。赤城社とともに一つの坊とされていたが、神仏分離令以降は分離されている。
この他、古くからの住民により今も講が残されている地域であり、念仏講、稲荷講、地神講、庚申待、善光寺講、御嶽講などが活動している。実際、当地域の道端には地蔵や庚申塔などを見掛けることが多く、その様子が伝わってくる。
旧上作延村内には次の字名がある。
- 北原（きたはら）
- 原間谷（はらまやと）
- 南原（みなみはら）

中央に流れる平瀬川周辺に田畑が開かれ、ここが「原間谷」と呼ばれていた。その両岸に迫る丘陵地の北側が「北原」（通称「日向」）、南側が「南原」（通称「日陰」）と呼ばれていた。なお、北原・南原の「原」は、丘陵地の上が台地状になっているところから付けられたものと考えられている。
地名の由来については定説はないが、狭隘な場所を意味する「サク」が東西に延びている様子から「作延」と呼ばれるようになった、とも考えられている。また「上」「下」については、かつて関東では京都寄りの土地を「上」、江戸寄りを「下」と名付けることが一般的であったと言われており、それに習ったものと考えられている。

### 旧長尾村
旧橘樹郡長尾村（ながおむら）は、その村名の由来には定説はないが、かつては長岡村と称しており、後に長尾景虎（上杉謙信）が当地を行軍したことから、その名にあやかって改称したといわれているが、かつて「長岡村」と称していたことを示す記録が他になく、その真偽は定かではない。また、長尾景虎の関東侵入に先立つ永禄元年（1558年）に北条氏康が発行した虎の印判状に、長尾の地名が見られる。
平瀬川沿いに開けた現在の神木本町を中心とし、多摩川が迫る丘陵北側までを含む地域が旧村域だが、その大部分は丘陵地であり、急傾斜地が多く、平地は神木本町付近の極わずかである。多摩川の扇状地に接する北側には、現在は二ヶ領本川が通っている。

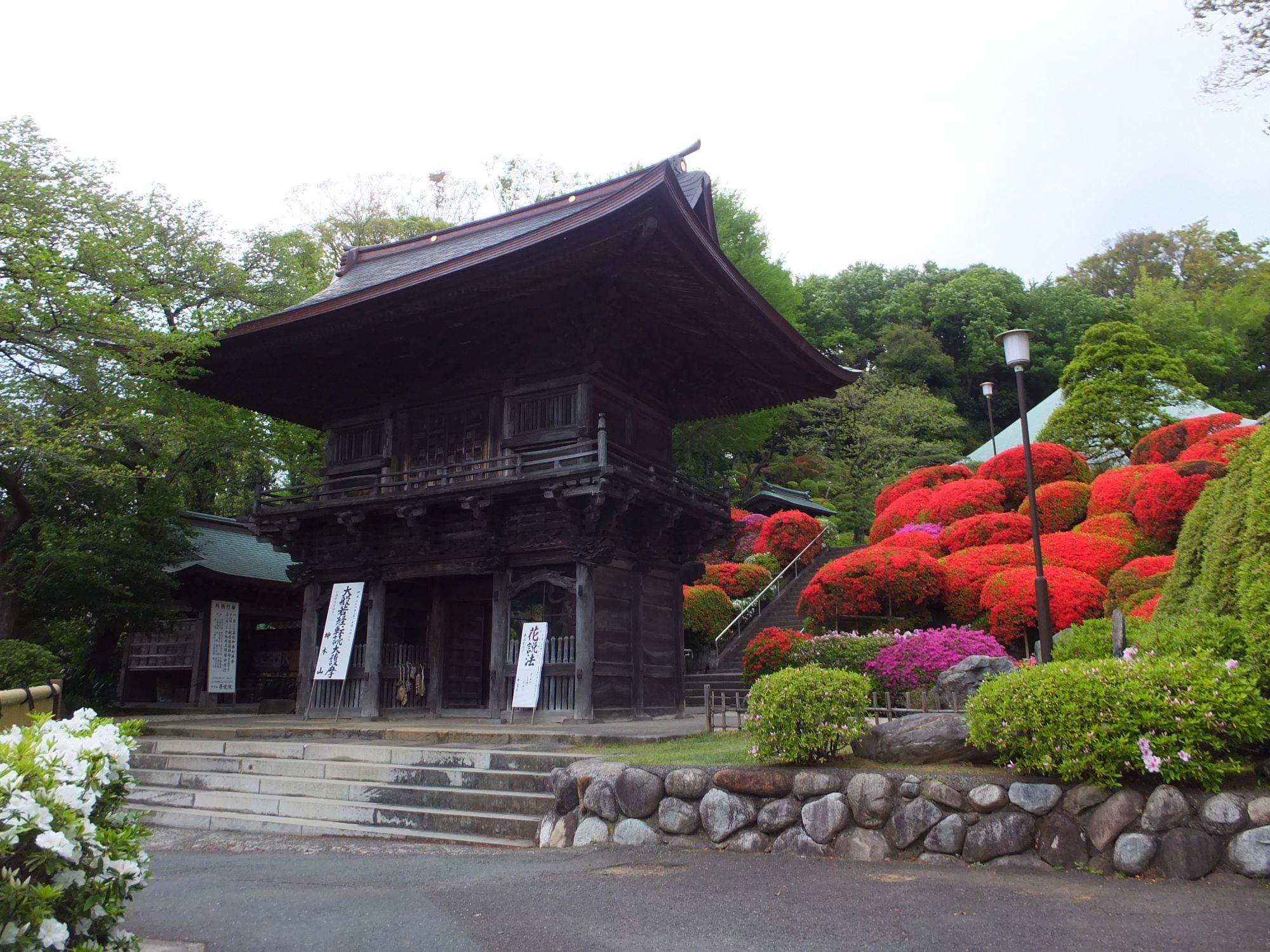
神木山等覚院、通称「つつじ寺」と呼ばれる。（2017年4月撮影）

「神木」という地名は古くから呼ばれており、当村を代表する地名であったが、その由縁は定かではない。等覚院（天台宗、深大寺門徒）のある谷戸（現在の神木本町一丁目・五所塚付近）が通称「神木谷戸」（しぼくやと）と呼ばれており、また等覚院は正式名を「神木山長徳寺」と称し、付近の地名にも「神木」の名が見られることから、この付近に由来するものとも考えられている。
北部の 妙楽寺は、仁寿年間創建とも伝えられる。吾妻鏡では「威光寺」「長尾寺」と記され、源頼朝から数代にわたっての祈祷所であったと記されている。
旧長尾村内には次の字名がある。
- 新川（しんかわ） - 丘陵の北側・現在二ヶ領本川が通っている付近。
- 西高根（にしたかね） - 旧向ヶ丘遊園および現在の五所塚付近。
- 東高根（ひがしたかね） - 東高根森林公園とその周辺の、平瀬川より北側の丘陵地。
- 元泉（もといずみ） - 平瀬川沿いの水田地帯、通称「谷長尾」（やとながお）。
- 長峰（ながみね） - 南側の丘陵地、現在の神木本町三・四丁目および神木一・二丁目。

### 旧平村

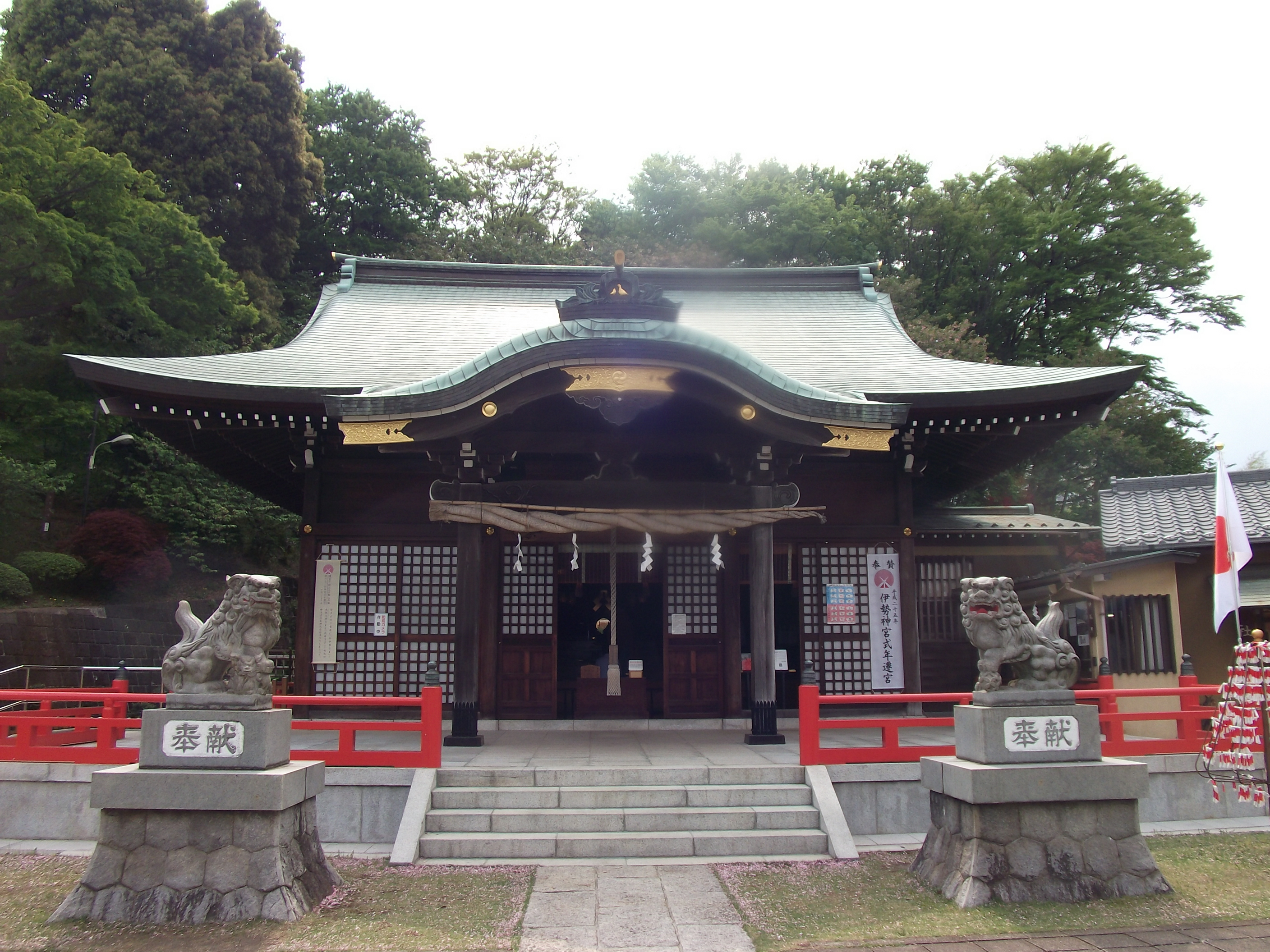
白幡八幡大神

旧橘樹郡平村（たいらむら）は、旧長尾村と旧下菅生村の間、旧向丘村の中央部に位置し、平瀬川沿いの平地とその周辺の丘陵地が含まれる。
村名の由来は定かでないが、平瀬川流域のやや開けた平坦地であることから、などと言われている。
建久3年（1192年）には源頼朝により白幡八幡社が再建され、稲毛三郎重成により「稲毛総社」とされたといわれる。以降、周辺各地に分社を持つようになった。
旧平村内には次の字名がある。
- 風久保（かさくぼ、かざくぼ）
- 高山（たかやま）
- 原ヶ谷（はらがやと）
- 堰下（せきした）
- 東（ひがし）
- 宮の谷（みやのやと）

### 旧菅生村
旧橘樹郡菅生村（すがおむら）は、1875年（明治8年）に下菅生村（しもすがおむら）と天真寺新田村（てんしんじしんでんむら）が合併して成立した。
中世には「菅生郷」と呼ばれていたが、江戸時代までに分かれたものと推定されている。また、「菅生」は文字どおり菅が生える土地という意味で呼ばれたものと考えられている。
なお、上菅生村は1875年（明治8年）に五段田村と合併し生田村となっている。
旧菅生村内には次の字名がある。
- 滝沢（たきざわ）
- 初山（はつやま）
- 中村（なかむら）
- 柳町（やなぎまち）
- 長沢（ながさわ）
- 鷲ヶ峰（わしがみね） - 旧天真寺新田村の小名「鷲ノ峰」を引き継いだもの。これは仏教の「霊鷲山」（りょうじゅせん、釈迦が法華経を説いた聖地）にちなむものである。
- 潮見台（しおみだい）
- 水沢（みずさわ）
- 清水（しみず）
- 枝谷（えだやと）

## 公共交通
当地域には鉄道が通っておらず、公共交通はバスが中心である。バスを運行している事業者は主に川崎市バス・東急バス・小田急バスで、溝の口駅・宮前平駅・向ヶ丘遊園駅をはじめとした東急田園都市線・小田急小田原線の各駅へのバスが運行されており、特に溝の口駅方面へは日中でも3 - 10分間隔などと高い頻度での運行となっている。しかし、バスの混雑が目立つようになっている、また自家用車が集中し慢性的な道路混雑が発生していることからバスの定時運行確保が難しくなっているなどの問題がある。特に駅から離れた菅生地区ではこの問題が顕著で、公共交通の確保は当地域の課題のひとつとなっている。
多摩区長尾地区ではコミュニティバス「あじさい号」が、登戸駅・久地駅から長尾台（長尾６丁目７丁目、五所塚、神木本町）方面へ運行されている。
地下鉄（川崎縦貫高速鉄道）の敷設についても計画されたことがあり、新百合ヶ丘駅から菅生地区を通って武蔵小杉駅に抜けるというものである。もっとも、既存の流動と一致するものではなく、また当地域東部（平・上作延地区）では利用できないなど、当地域の公共交通の問題を完全に解消するものとは言えなかった。計画は、莫大な費用がかかるなど事業性に難があり、休止されて建設には至らなかった。